# Candido Ceglia
Candido Ceglia (Altamura, 4 ottobre 1756 – XIX secolo) è stato un presbitero e politico italiano.

## Biografia
Candido Ceglia nacque ad Altamura il 4 ottobre 1756. Fu allievo di Agazio Angelastri presso l'Università degli Studi di Altamura, dove studiò lettere classiche e teologia; in seguito prese il posto di Agazio Angelastri nella "Cattedra di Eloquenza" presso la stessa università, dove aveva insegnato anche latino e greco antico. Era un oratore capace e inoltre amava la poesia; partecipò a diversi "simposi di poesia" nella sua città Altamura. Fu prima sacerdote e in seguito capellano della Chiesa di San Nicola dei Greci.
Durante i fatti della Rivoluzione altamurana (1799) benedisse l'albero della libertà insieme all'arcidiacono Luca de Samuele Cagnazzi e al canonico Serena e spiegò al popolo il vero significato dei concetti di eguaglianza e libertà.
Nello stesso periodo difese strenuamente la città di Altamura, e, una volta compreso che la città non poteva più essere difesa, riuscì a fuggire e a mettersi in salvo. Visse lontano dalla sua città Altamura (forse rifugiandosi in qualche monastero) finché, con la pace di Firenze (1801), non poté fare ritorno nella sua città natale. Durante il suo periodo "in autoesilio", la sua abitazione, che tra l'altro custodiva una fornita biblioteca, fu data alle fiamme. Fu anche affiliato alla massoneria di Altamura ("Oriente di Altamura").

## Cariche ricoperte
- Cappellano della Chiesa di San Nicola dei Greci;
- Insegnante prima di latino e greco antico e in seguito di eloquenza presso l'Università degli Studi di Altamura;[2]
- Segretario della Municipalità della città di Altamura nel periodo della Repubblica Napoletana del 1799 (andando a sostituire Luca de Samuele Cagnazzi).[1][3]